# Видинська область
Ви́динська о́бласть (болг. Област Видин) — область у Північно-західному регіоні Болгарії. Межує з Сербією та Румунією. Центр — місто Видин.
| Болгарія | Це незавершена стаття з географії Болгарії. Ви можете допомогти проєкту, виправивши або дописавши її. |